# Верба (Дубенський район)
Ве́рба — село в Дубенському районі Рівненської області, розташоване на лівому березі річки Ікви, за 20 км від районного центру м. Дубно. Центр Вербської територіальної громади. З північного заходу села проходить міжнародна автодорога Київ-Чоп, також село має власну залізничну станцію, якою керує Львівська залізниця.

## Розташування, рельєф та корисні копалини
Село розташоване у географічній зоні Мале Полісся. Північно-західна частина села розташована на висоті 230 м від рівня моря, у той час як південно-східна, яка прилягає до долини річки Іква — 200 м від рівня моря. Такий перепад висот пояснюється тим, що відразу за селом починається межа Малого Полісся із Повчанською височиною.
Сусідні села: Стовпець (південь), Птича (півн. схід), Софіївка Перша (півн. захід).
На південний схід від села є родовище торфу, яке вже не розробляється. (Див. також Урочище «Верба»).

## Історія

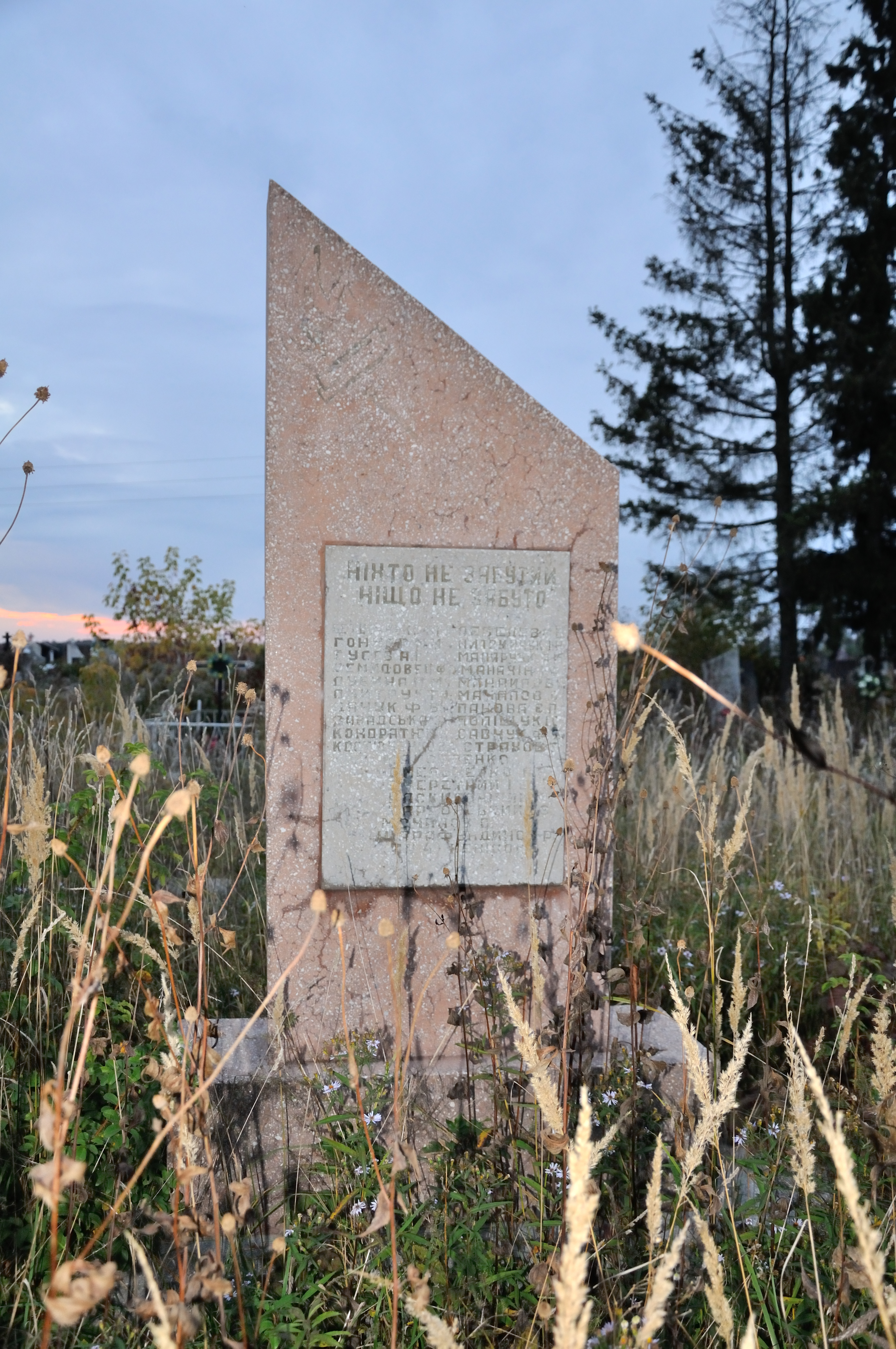
Група братських могил воїнів радянської армії у с. Верба

Перша письмова згадка про село міститься у Привілеї короля Казимира Дениску Мукосійовичу на м. Збараж (пожиттєво) та села Збаразької волості (довічно) «за вірну службу», виданий за згодою Панів-Ради від 12 січня 1442 року, у якому село згадується серед інших сіл волості.
У 1518 році отримує міське право від короля Сигізмунда І.
1545 рік — згадується у ревізії Кременецького замку, де зазначено, що власники сіл Берега і Верби утримували одну з городень. Власником Верби у цьому джерелі названо Анджея Куньовського.
У 1549 році село придбав шляхтич Михайло Дашкович Єлович-Малинський. У 1564 році він отримав локаційний привілей на заснування містечка і право влаштовувати в ньому торги (раз на тиждень у четвер) та ярмарок (двічі на рік). В західній частині Верби, де сходились шляхи, що вели в напрямі Кременця, Дубна, Козина і Бродів, звели ратушу, будинки заїздів. Містечко оточили земляним валом. Частина Верби, що містилася поза межами валу, і надалі лишалася на становищі села. Частина села, що мала статус містечка була і залишається зараз центром.
У 1774 році в селі проживало 1282 чол., була церква, що володіла 90 десятинами землі, діти навчалися в церковно-парафіяльній школі. Згадується Верба і у «Списку всех почтовых станций в Волынской губернии» — пожвавлюється життя села. Це було пов'язано з тим, що через Вербу пролягав поштово-пасажирський тракт, була поштова станція, де було 34 коней. Поселення на той час було власністю шляхтича Лукаша Ротаріуша (герба «Гриф»).
Після поділу Польщі 1793 року територія, до якої належить Верба, відійшла до Російської імперії. Містечко було центром волості у Дубенському повіті Волинської губернії.
Згідно з енциклопедичним словником Брокгауза і Єфрона в містечку Вербі налічувалось 124 подвір'я, проживало 1068 жителів, була залізнична станція, 9 крамниць та 8 заїжджих дворів, православна церква та синагога.
У 1906 році містечко Вербівської волості Дубенського повіту Волинської губернії. Відстань від повітового міста 18 верст. Дворів 188, мешканців 1347.

### XX століття
На початку XX ст. у Вербі відкривається два деревообробні підприємства. На одному з них працювало 19 робітників, а на другому — 10. Також працювала фабрика, що виробляла вату, тартак, три млини, смолярне і молочне підприємства.
У 1908 році у Вербі відкрилося земське двохкласне училище, де навчались переважно діти заможних селян, торговців, колоністів, навчалось 75 хлопців, 32 дівчини. Почесний наглядач училища був Дмитро Львович Свєшніков — поміщик, двоюрідний дід відомого археолога Ігора Свєшнікова.
У часи Першої світової війни біля Верби проходила лінія фронту. З осені 1915 року перебувало під окупацією німецьких та австро-угорських військ. В червні 1916 року знову окуповане росіянами під час знаменитого Брусиловського прориву. В селі збереглися залишки військових споруд німецьких та австро-угорських військ.
7 (20) листопада 1917 року, відповідно до Третього Універсалу Української Центральної Ради, увійшло до складу Української Народної Республіки.

У 1929 р. на містечко Верба поширені правила міської забудови.
З 1919 року Верба знову під владою Польщі, село є центром Вербської гміни Дубенського повіту Волинського воєводства.
У 1939 році територію Західної України приєднано до СРСР, а в 1940 році Верба стає центром Вербського району новоутвореної Ровенської області. В березні 1940 року в селі Верба відкрили кінотеатр.
В червні 1941 року село було в центрі найбільшої танкової битви в історії — Дубно—Луцьк—Броди-Рівне. В околицях села йшли жорстокі танкові бої. В березні 1944 року село відвойоване у німецьких окупантів. Відновлення комуністичного режиму.
У 1944 році у Вербі стали до ладу маслозавод, залізнична станція, відкрилися магазин, побутові майстерні. За травень 1944 року відбудували 20 км залізничної колії. Запрацювали лісопильний, столярний, ковальський і слюсарний цехи лісозаводу.
У 1959 році Вербський район приєднано до Дубенського району.
12 червня 2020 року, відповідно до розпорядження Кабінету Міністрів України № 722-р від «Про визначення адміністративних центрів та затвердження територій територіальних громад Рівненської області», увійшло до складу Вербської сільської громади.
19 липня 2020 року, в результаті адміністративно-територіальної реформи та ліквідації  Дубенського (1939—2020) району, село увійшло до складу новоутвореного Дубенського району.

## Населення
Згідно з переписом УРСР 1989 року чисельність наявного населення села становила 2894 особи, з яких 1384 чоловіки та 1510 жінок.
За переписом населення України 2001 року в селі мешкали 2922 особи.

### Мова
Розподіл населення за рідною мовою за даними перепису 2001 року:
| Мова       | Відсоток |
| ---------- | -------- |
| українська | 98,81 %  |
| російська  | 1,12 %   |
| білоруська | 0,03 %   |
| грецька    | 0,03 %   |

## Господарство
В селі працює два сільськогосподарських підприємства (ТОВ «ВітАгро», ПСП «Україна»), Дубенська дорожньо-експлуатаційна дільниця, ВАТ «Вербаагротех», ЗАТ «СПМК-7».
Село повністю газифіковане.

## Соціальна сфера

Школа

- Вербська загальноосвітня школа І-ІІІ ступенів [Архівовано 18 листопада 2013 у Wayback Machine.], дитячий садок [Архівовано 18 серпня 2016 у Wayback Machine.], дитяча музична школа, Обласний комунальний заклад «Вербська загальноосвітня санаторна школа-інтернат», відділення Дубенської ДЮСШ, будинок культури, Публічно-шкільна бібліотека с. Верба [Архівовано 12 жовтня 2016 у Wayback Machine.].

Лікарня

- Вербська дільнична лікарня на 30 ліжко-місць, яка обслуговує крім Верби ще 13 довколишніх сіл, поліклініка, Обласна протитуберкульозна лікарня.

Станція

## Транспорт
Залізничним транспортом у Вербу можна дістатися з Рівного та Львова. На станції Верба зупиняються приміські та окремі пасажирські поїзди.
У 2010 році закінчене будівництво об'їзної дороги, тепер автомобільна дорога Київ—Чоп не проходить через село, а огинає село з північного заходу.

## Зелений туризм
у 2007 році створено музей-садибу «Біла хата», подвір'я та будинок якого облаштовані старожитностями українського сільського побуту XVIII — початку XIX століть.

## Спорт
В селі є футбольний клуб «Верба» яка представляє Вербу на чемпіонаті Дубенщини.
Також є спортивна школа з Гирьового спорту.

## Релігія

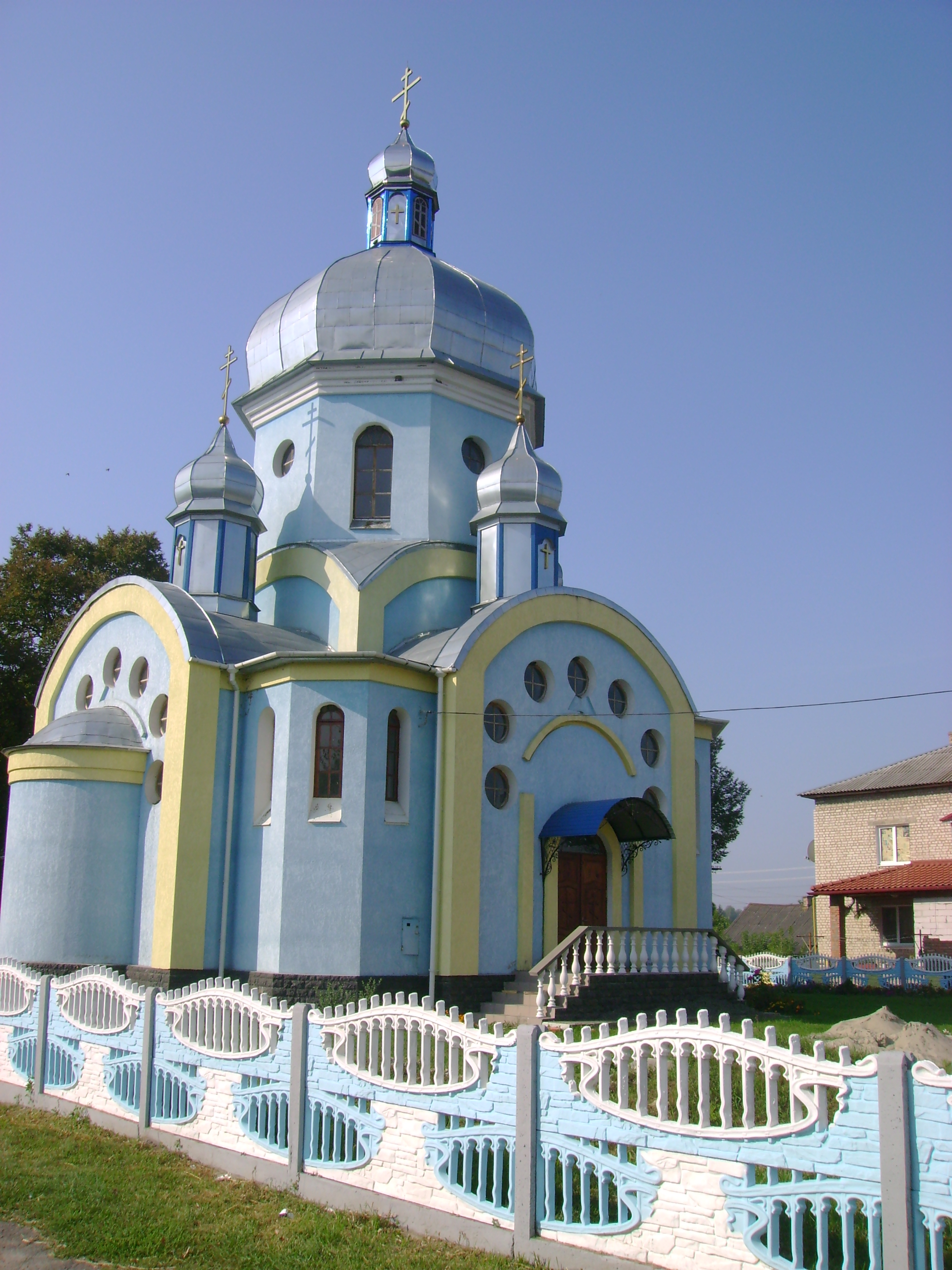
СВЯТО-МИХАЙЛІВСЬКА РЕЛІГІЙНА ГРОМАДА УКРАЇНСЬКОЇ ПРАВОСЛАВНОЇ ЦЕРКВИ КИЇВСЬКОГО ПАТРІАРХАТУ С. ВЕРБА

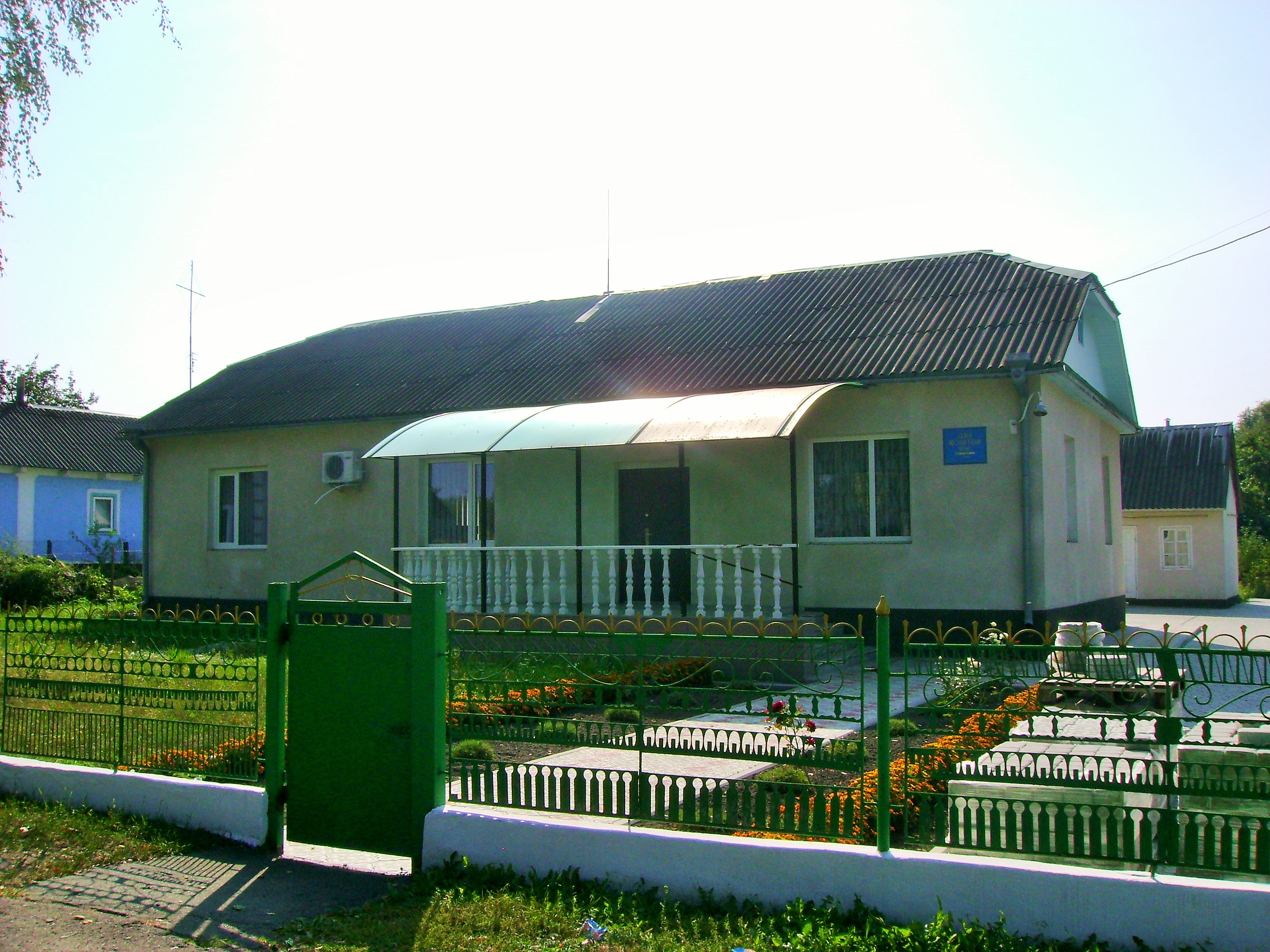
Молитовний будинок ХВЄ с. Верба

Є церкви і молитовний будинок

## Відомі уродженці
- Братійчук Мотря Василівна — професор-астрофізик, член Міжнародного астрономічного союзу
- Дивак Микола Петрович — доктор технічних наук, професор, Заслужений діяч науки і техніки України
- Ісаєвич Ярослав Дмитрович — український історик, громадський діяч, академік НАН України, президент Міжнародної асоціації україністів, директор Інституту українознавства ім. І. Крип'якевича НАН України. Автор праць з давньої української історії та культури.
- Павлонюк Василь Макарович — український військовик, хорунжий УПА.
- Рогашко Алла Володимирівна (1977) — українська письменниця, журналістка.
- Момотюк Леонід Петрович -Заслужений тренер України. Майстер спорту СССР з важкої атлетики. Виховав багатьох Майстрів спорту з гирьового спорту та чемпіонів Світу, Європи, України.

### Відомі люди, які проїжджали через Вербу
1671 рік — проїзд французького дипломата Ульріх фон Вердума.
1750 і 1753 роки — подорож філософа Григорія Сковороди.

1844 рік — проїзд через Вербу Миколи Костомарова, який згадував 
|  | О півночі приїхали ми до містечка Верба й заледве достукалися до величезної корчми; із зовнішнього розміру її можна було вважати, що в ній із п’ятдесят кімнат, а насправді лише п’ять. Решта простору зайняте сараєм, конюшнею і двором... |

1846 рік — проїзд через Вербу Тараса Шевченка, який згадує про село у повісті «Варнак»: 
|  | Из Кременца пошел я через село Вербы в Дубно, а из Дубна на Острог, Корец и на Новгород-Волынский… |

1847 і 1848 роки — подорож Оноре де Бальзака.
Також село згадується у творі Михайла Шолохова Тихий Дон.
Село згадується у творі Ісаака Бабеля, Конармейский дневник 1920 года